# Eugène Delacroix

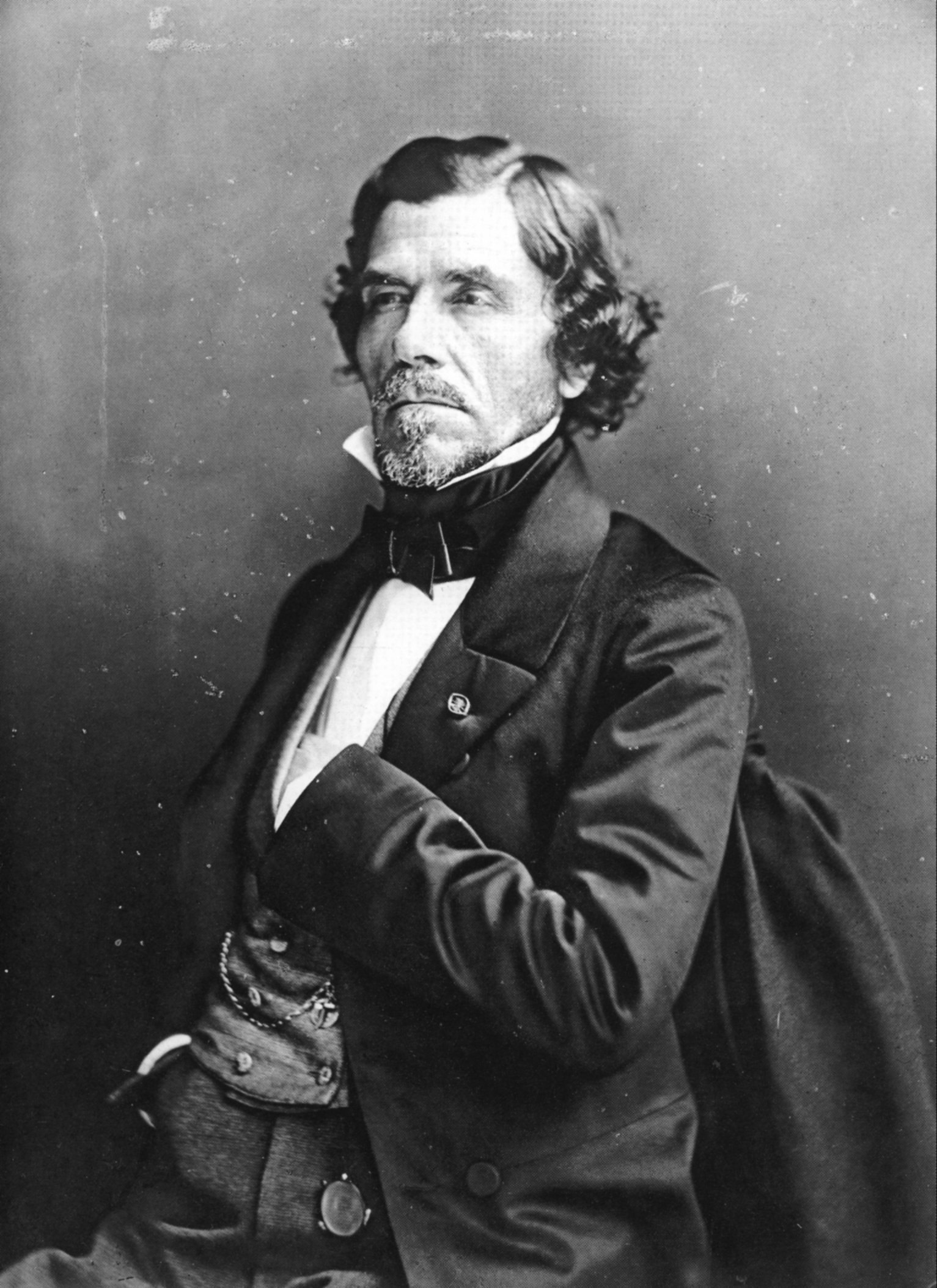
Eugène Delacroix (sportretowany przez Nadara)

Ferdinand Victor Eugène Delacroix (IPA: [ø.ˈʒɛn də.la.kʁˈwa]; ur. 26 kwietnia 1798 w Charenton-Saint-Maurice, zm. 13 sierpnia 1863 w Paryżu) – francuski malarz, przedstawiciel romantyzmu. Sztuki malarskiej uczył się u Pierre-Narcisse Guérina, pozostawał pod silnym wpływem malarstwa Rubensa.

## Życiorys
Nie wyklucza się, że biologicznym ojcem malarza nie był Charles Delacroix, lecz Maurice Talleyrand (ojciec chrzestny), którego – jako dojrzały mężczyzna – przypominał z wyglądu i charakteru.
Delacroix, jako sztandarowy malarz francuskiego romantyzmu, był często porównywany do Ingres'a, uważanego za głównego malarza klasycyzmu. W 1855, przy okazji wystawy światowej, stało się oczywiste, że Delacroix został odnowicielem malarstwa francuskiego, który nie tyle „pokonał” klasycyzm, co otworzył drogę nowemu spojrzeniu na sztukę – bez niego być może nie narodziłby się impresjonizm.
Delacroix był przede wszystkim kolorystą, artystą malującym ze swobodą, co po okresie bardzo oszczędnej kolorystyki i sztywnej kompozycji czasu klasycyzmu wniosło element żywiołu już samą formą.
W zakresie tematyki okazał się nowatorem, gdyż wiele jego dzieł dotyczyło ważnych wydarzeń jego czasów, głównie politycznych – Delacroix był twórcą „zaangażowanym” (dotąd współczesne wydarzenia pojawiały się w postaci alegorii lub panegiryków na konkretne zamówienie, ewentualnie jako ryciny i satyra prasowa). Był także twórcą dzieł religijnych, mimo że sam czasem deklarował ateizm.
Po śmierci Delacroix artyści jego epoki oddali mu liczne hołdy (np. Gustave Courbet). Twórczość Delacroix inspirowała wielu jego następców, m.in. Vincenta van Gogha.

## Istotne wydarzenia
- 1815 – rozpoczęcie nauki w pracowni Pierre-Narcisse Guérina.
- 1822 – debiut na salonie paryskim obrazem Barka Dantego.
- 1825 – podróż do Anglii, studia nad twórczością Thomasa Gainsborougha, Williama Turnera i Johna Constable’a. Po powrocie artysta namalował jeden z najważniejszych obrazów w swoim dorobku – Śmierć Sardanapala.
- 1830 – powstaje obraz Wolność wiodąca lud na barykady, będący wyrazem zaangażowania politycznego Delacroix i zarazem hołdem złożonym rewolucji lipcowej oraz dążeniom wolnościowym ludu paryskiego.
- 1832 – wyjazd do północnej Afryki, który zaowocował późniejszymi dziełami wyróżniającymi się kolorystyką.
- 1838 – wyjazd do Holandii, który zaowocował wpływem twórczości Rubensa na dalsze malarstwo Delacroix.
- 1849 – 21 października Delacroix, przebywający wówczas w Normandii, otrzymuje wiadomość o śmierci Fryderyka Chopina. Natychmiast udaje się do Paryża, aby wziąć udział w uroczystościach pogrzebowych. Na przełomie lat 1849 i 1850 powstaje rysunek głowy Chopina w wieńcu laurowym, zatytułowany „Cher Chopin”[2].
- 1855 – na wystawie światowej w Paryżu wystawiono 36 obrazów Delacroix, a on sam zostaje odznaczony wielkim złotym medalem.
- 1857 – zostaje członkiem prestiżowej Francuskiej Akademii Sztuk Pięknych.

## Wybrane dzieła
- Barka Dantego (1822, olej na płótnie, 188×241 cm, Luwr, Paryż)
- Masakra na Chios (1824, olej na płótnie, 352×422 cm, Luwr, Paryż)
- Grecja na ruinach Missolonghi (1826, olej na płótnie, 209×147 cm, Musée des Beau×-Arts, Bordeaux)
- Śmierć Sardanapala (1827, olej na płótnie, 395×495 cm, Luwr, Paryż)
- Zabójstwo Biskupa Leodium (1829, olej na płótnie, 90×118 cm, Luwr, Paryż)
- Wolność wiodąca lud na barykady (1830, olej na płótnie, 260×325 cm, Luwr, Paryż)
- Bitwa pod Poitiers (1830, olej na płótnie, 114×146 cm, Luwr, Paryż)
- Kobiety algierskie (1834, olej na płótnie, 180×229 cm, Luwr, Paryż)
- Portret Fryderyka Chopina (1838, olej na płótnie, 46×38 cm, Luwr, Paryż)
- Sułtan Maroka ze świtą (1838, olej na płótnie, 384×343 cm, Musée des Augustins, Tuluza)
- Wesele żydowskie w Maroku (1837-1841, olej na płótnie, 103×142 cm, Luwr, Paryż)
- Śmierć Ofelii (1844, olej na płótnie, 22×30 cm, Luwr, Paryż)
- Porwanie Sabinek (I poł. XIX w., olej na płótnie, 48,5×69,5 cm, Zamek Królewski na Wawelu)
- Polowanie na lwa (1854, olej na płótnie 74 × 92 cm, Ermitaż)
- Chrystus na Morzu Galilejskim (1854, olej na płótnie, 59,8×73,3 cm, Walters Art Museum, Baltimore)
- Konie arabskie walczące w stajni (1860, olej na płótnie, 67×82 cm, Luwr, Paryż)
- Medea (1862, olej na płótnie, 122×85 cm, Luwr, Paryż)

## Galeria prac

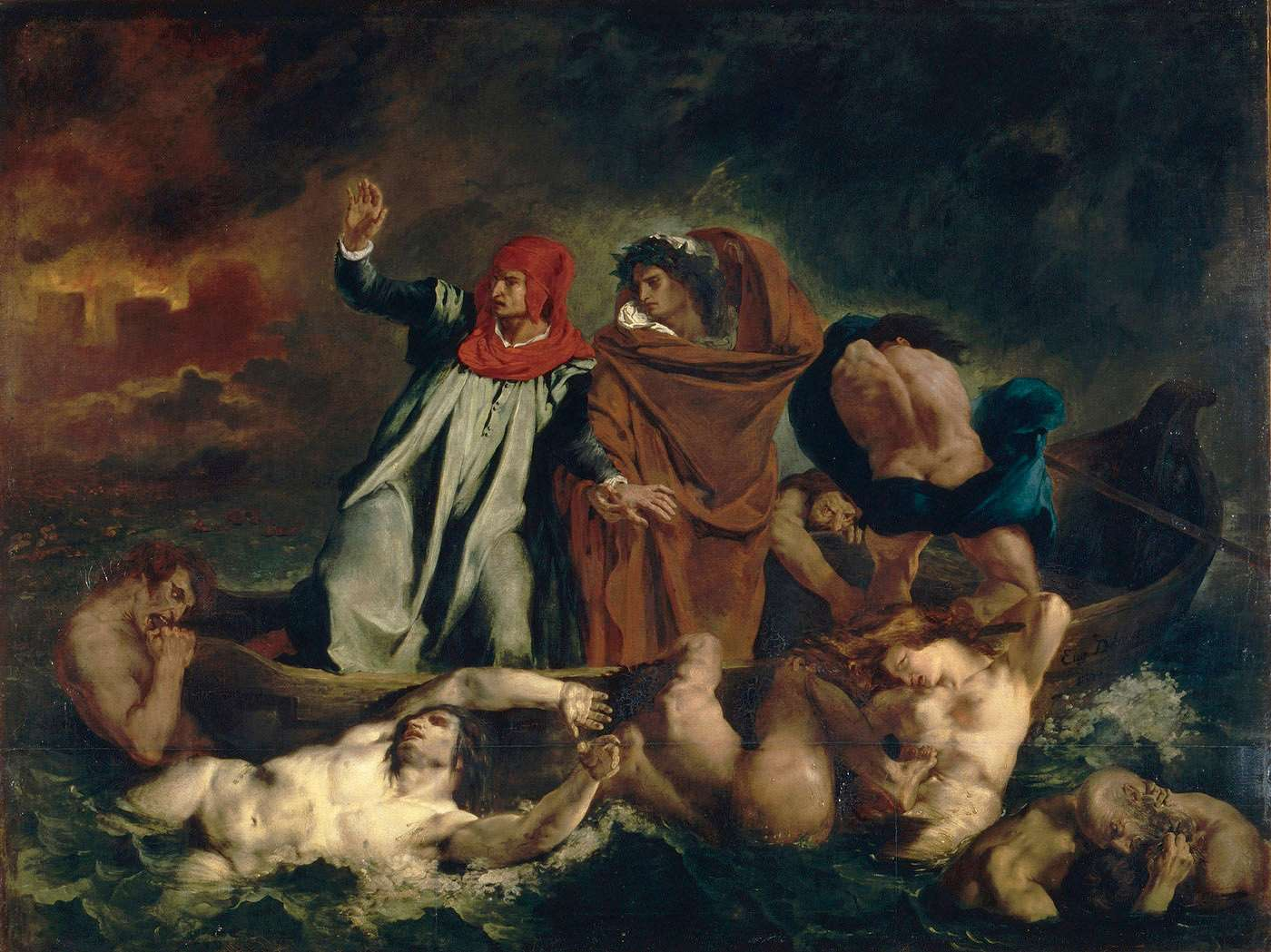
Barka Dantego, 1822, olej na płótnie, 188×241 cm, Luwr, Paryż
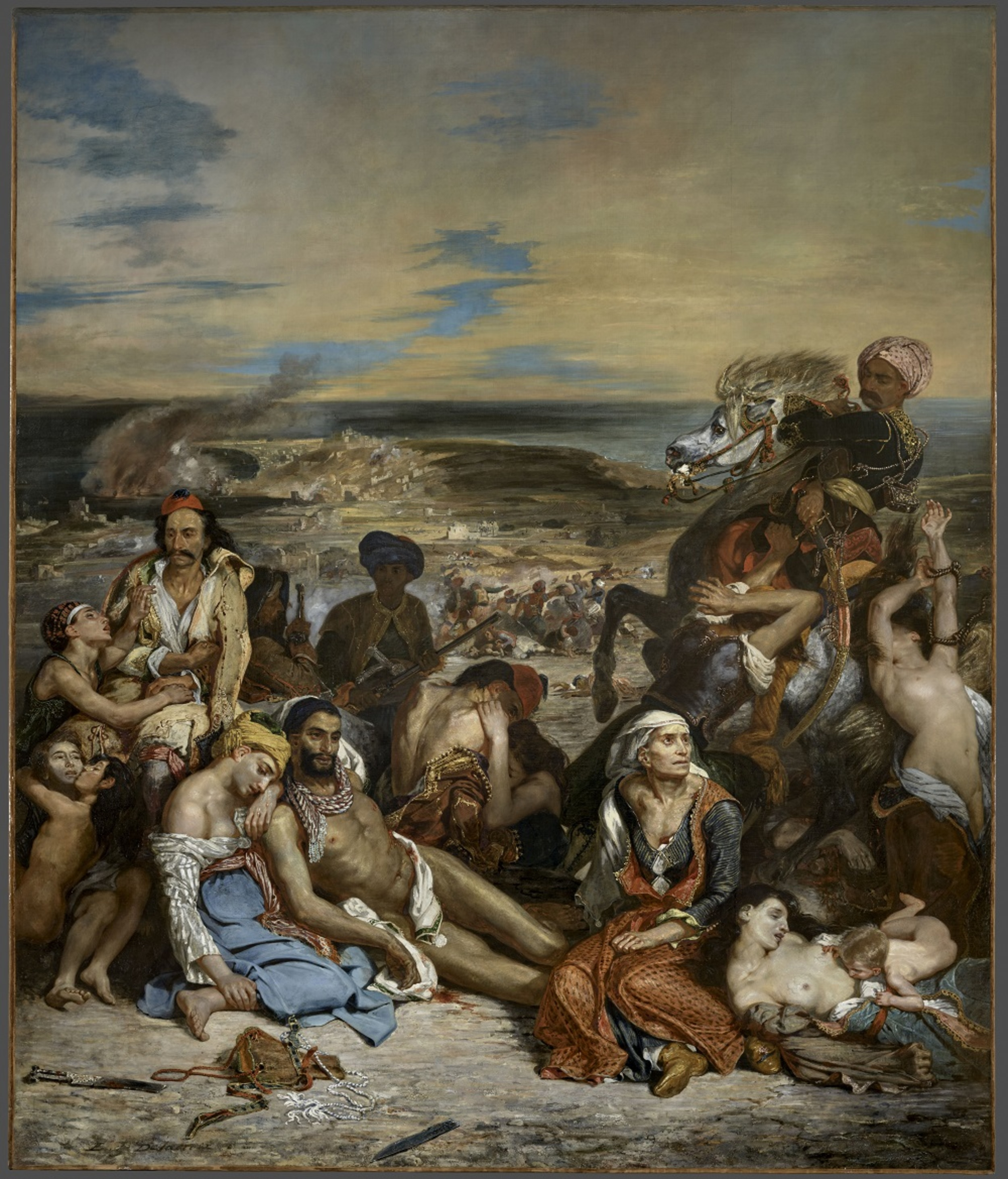
Masakra na Chios, 1824, olej na płótnie, 352×422 cm, Luwr, Paryż
Grecja na ruinach Missolonghi, 1826, olej na płótnie, 209×147 cm, Musée des Beaux-Arts, Bordeaux
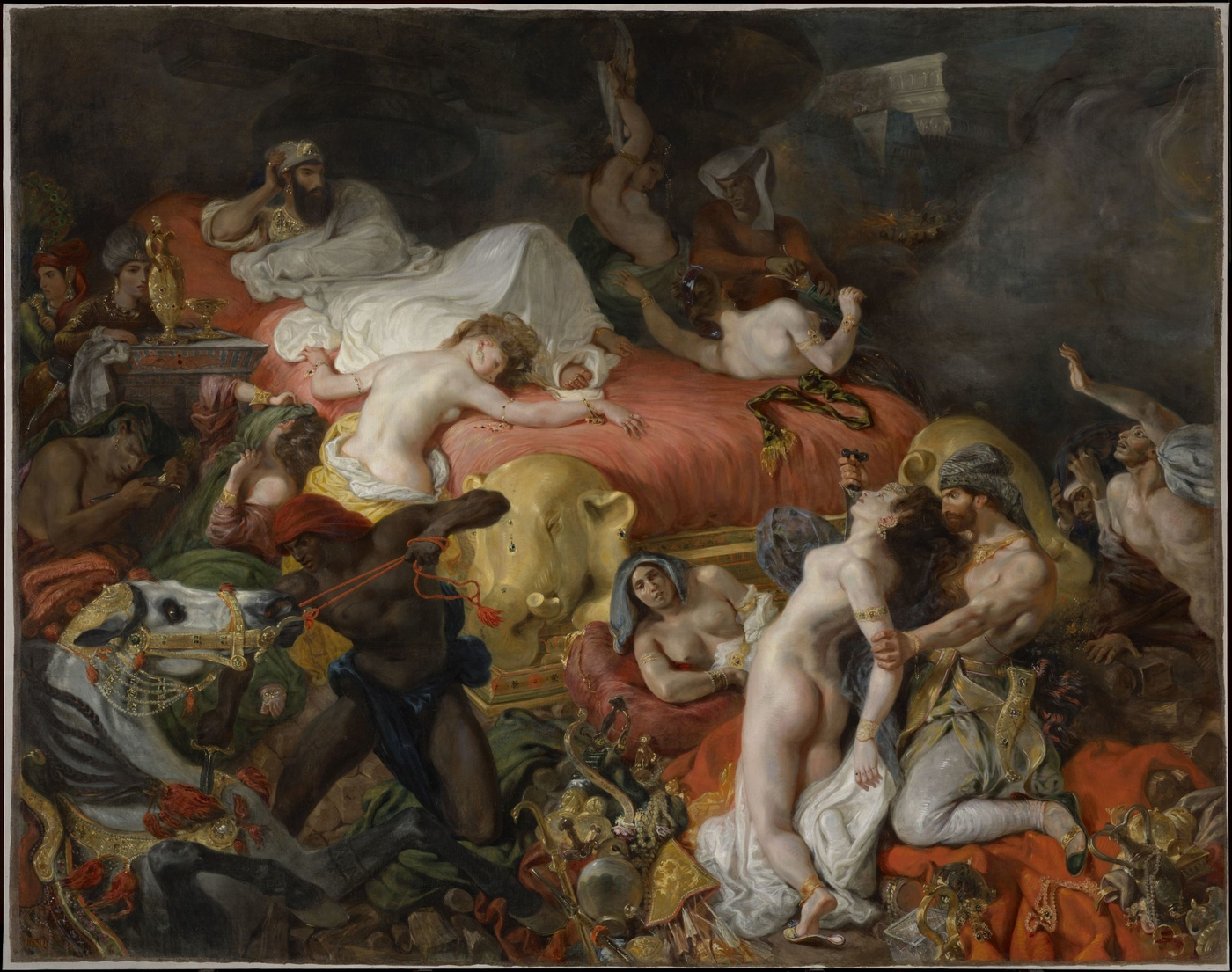
Śmierć Sardanapala, 1827, olej na płótnie, 395×495 cm, Luwr, Paryż
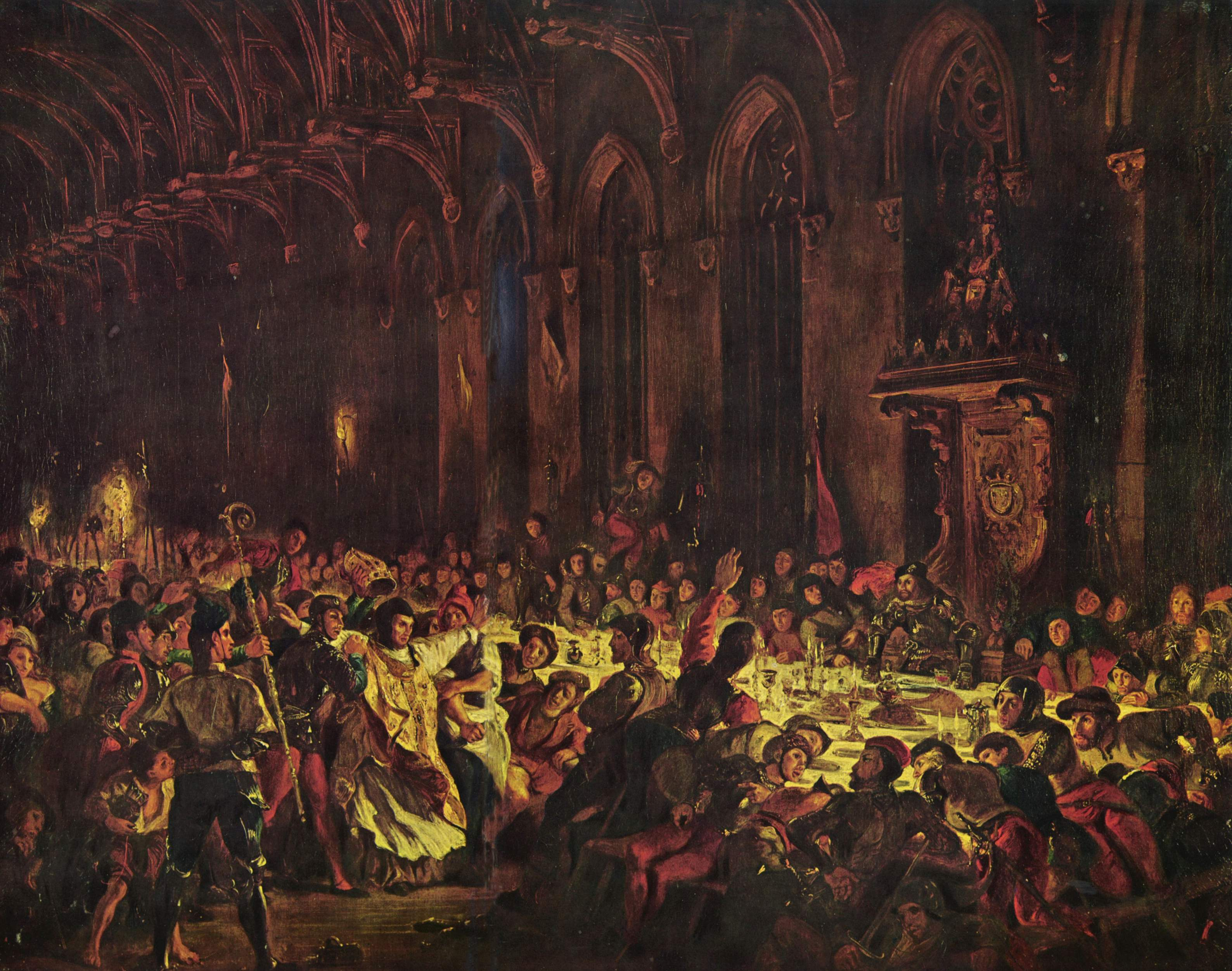
Zabójstwo Biskupa Leodium, 1829, olej na płótnie, 90×118 cm, Luwr, Paryż
Wolność wiodąca lud na barykady, 1830, olej na płótnie, 260×325 cm, Luwr, Paryż
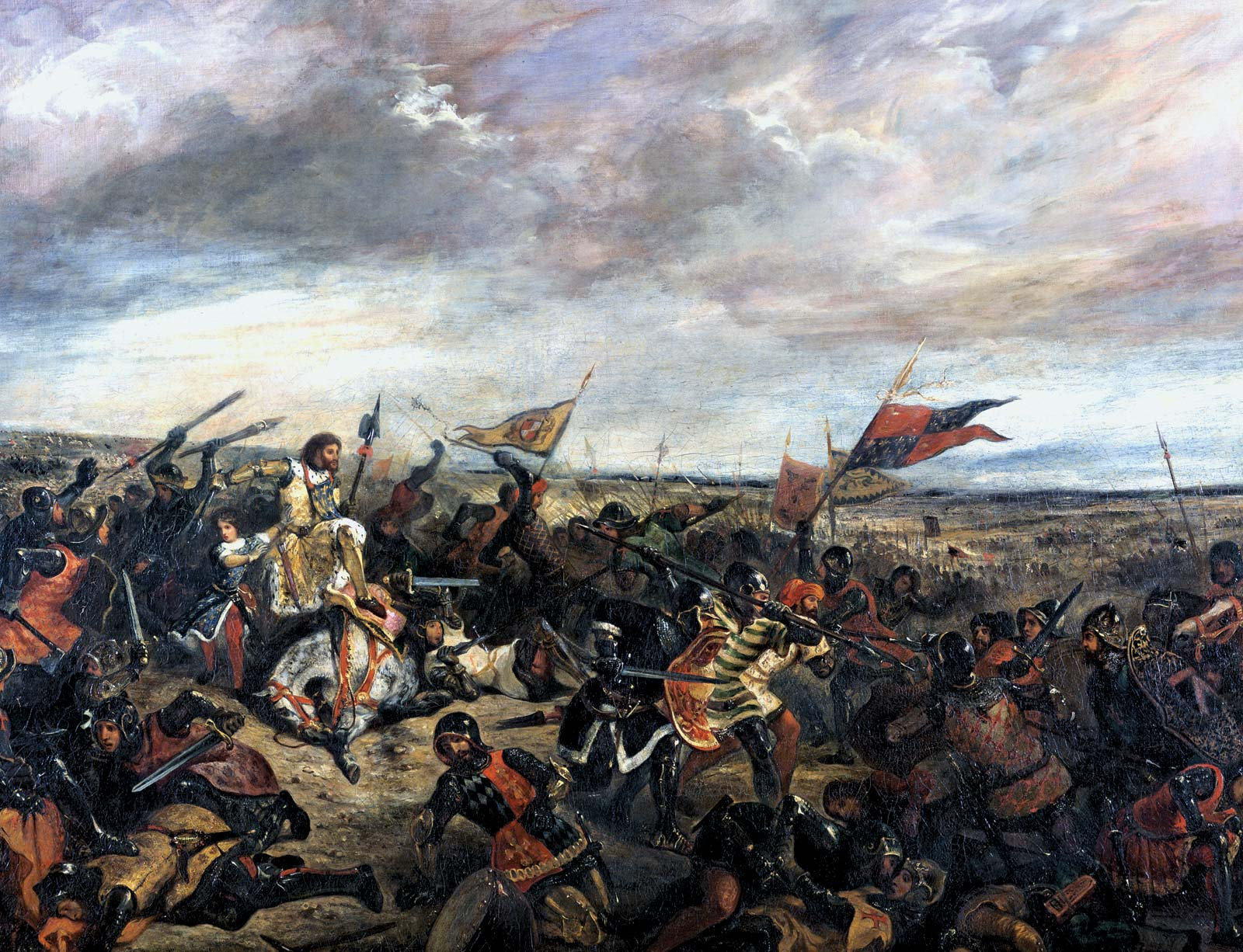
Bitwa pod Poitiers, 1830, olej na płótnie, 114×146 cm, Luwr, Paryż
Kobiety algierskie, 1834, olej na płótnie, 180×229 cm, Luwr, Paryż
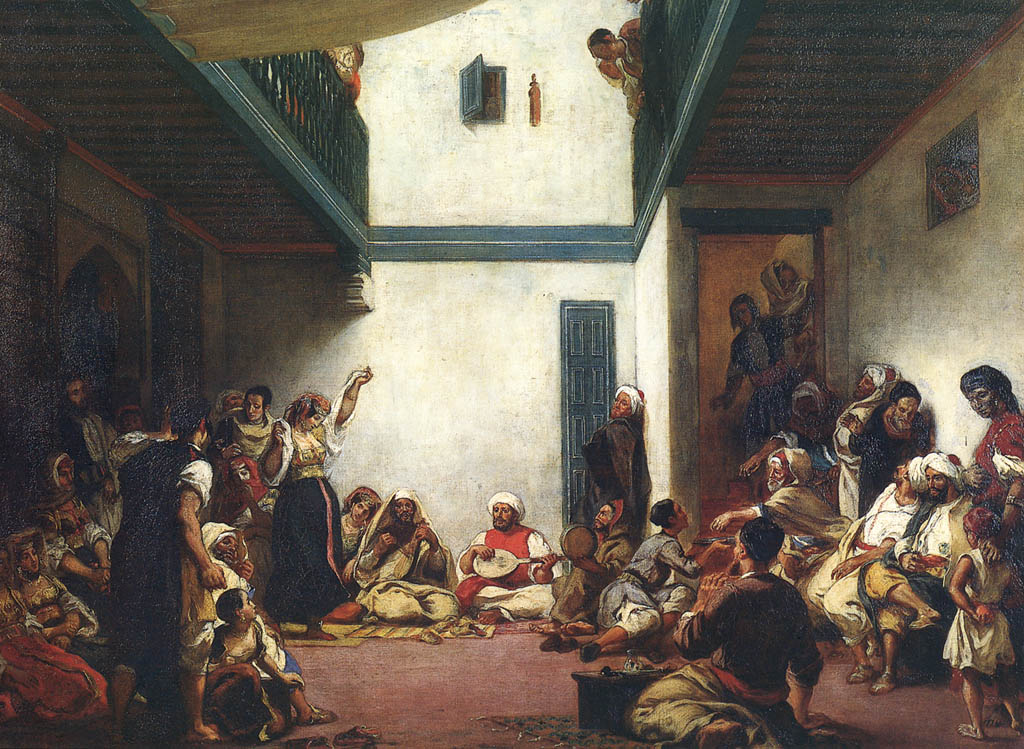
Wesele żydowskie w Maroku, 1837–1841, olej na płótnie, 103×142 cm, Luwr, Paryż
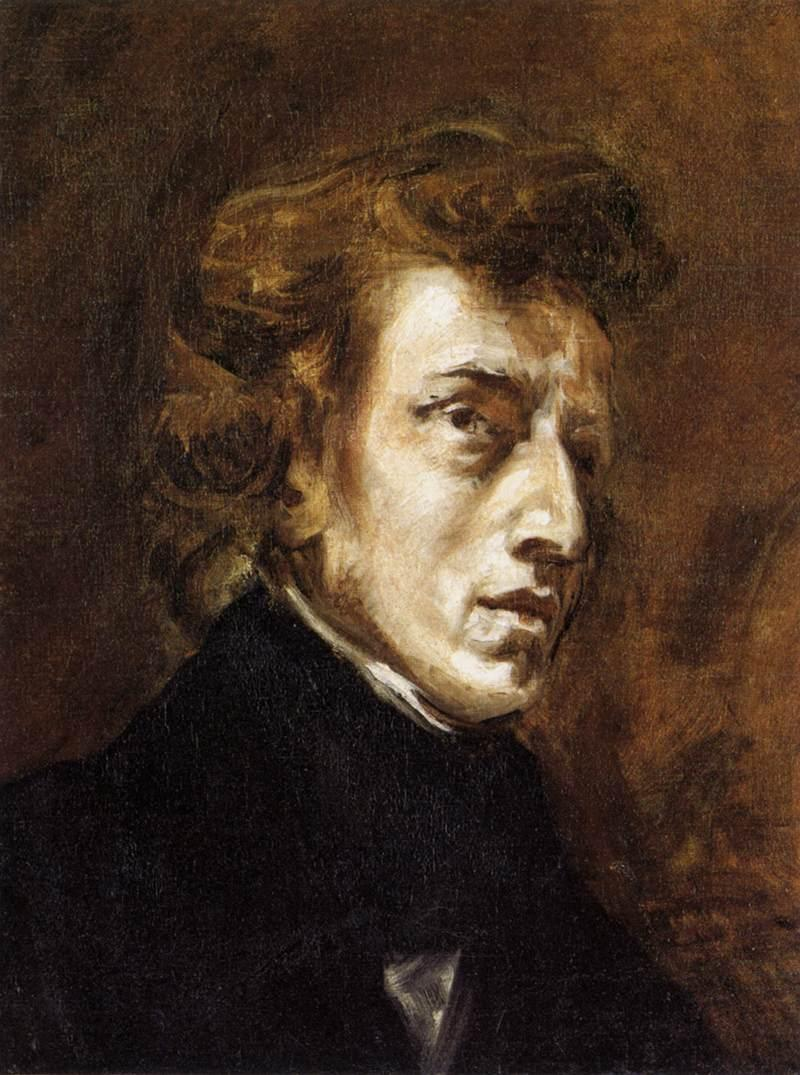
Portret Fryderyka Chopina, olej na płótnie, 1838, Luwr, Paryż
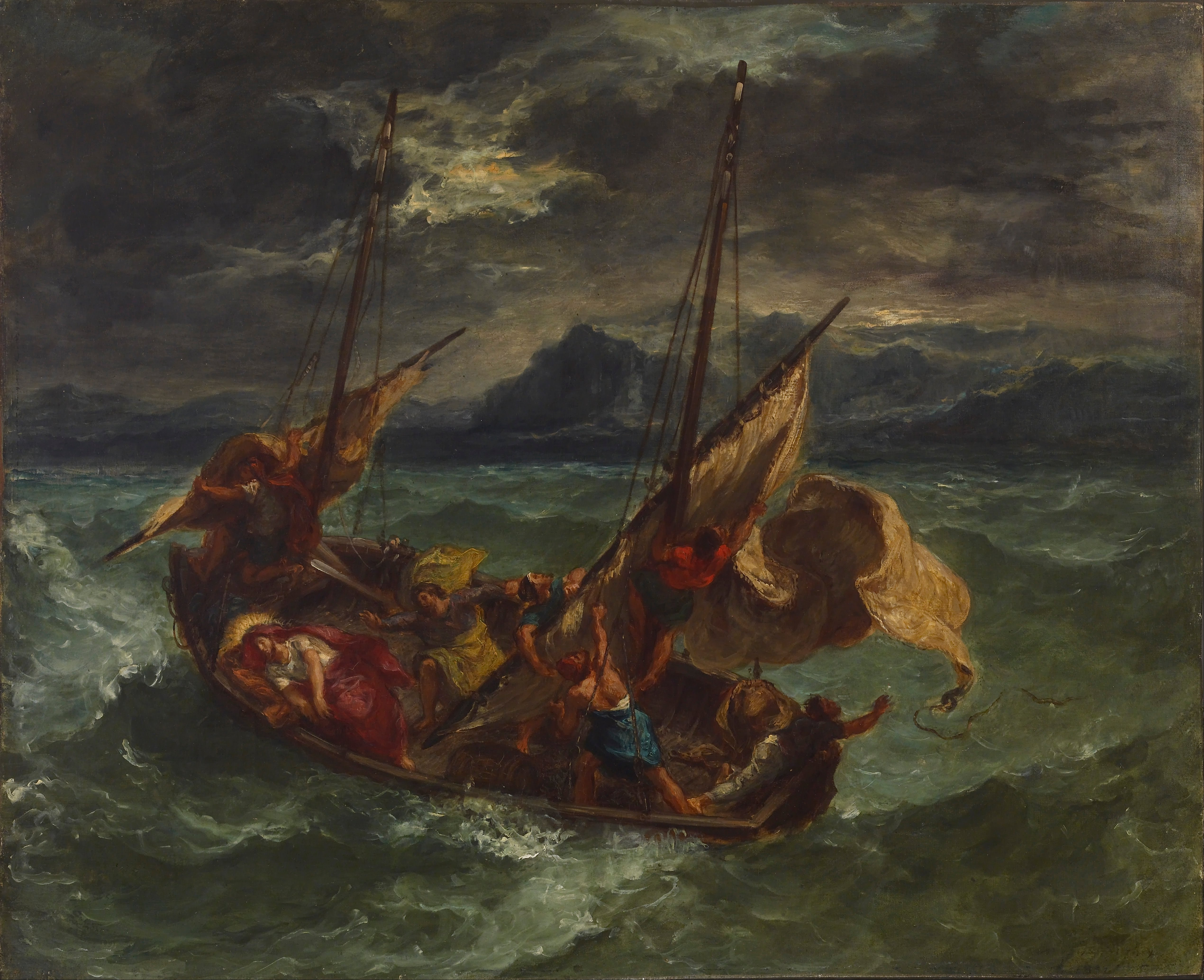
Chrystus na Morzu Galilejskim, olej na płótnie, 1854, Walters Art Museum, Baltimore
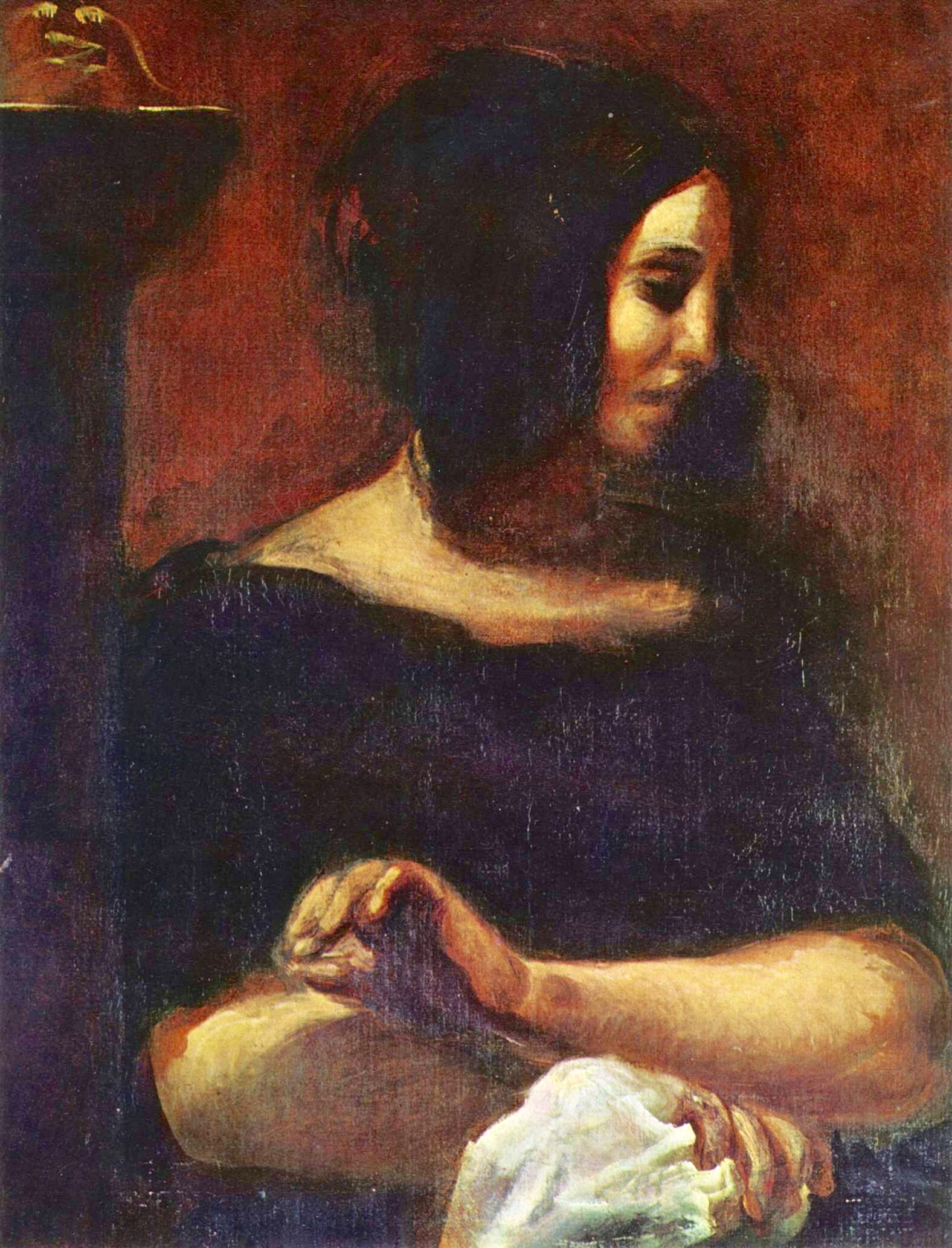
Portret George Sand, 1838, olej na płótnie, Ordrupgaard-Museum, Kopenhaga
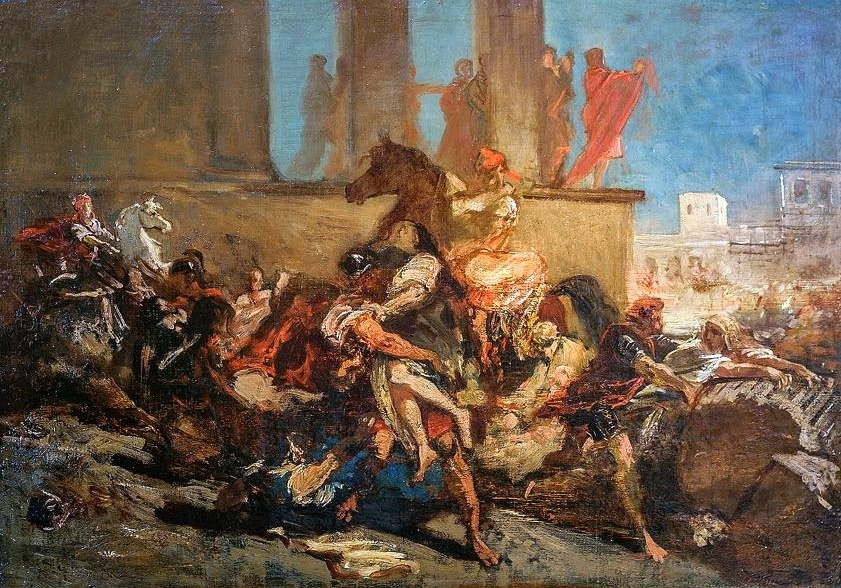
Porwanie Sabinek, I poł. XIX w., olej na płótnie, 48,5×69,5 cm, Zamek Królewski na Wawelu
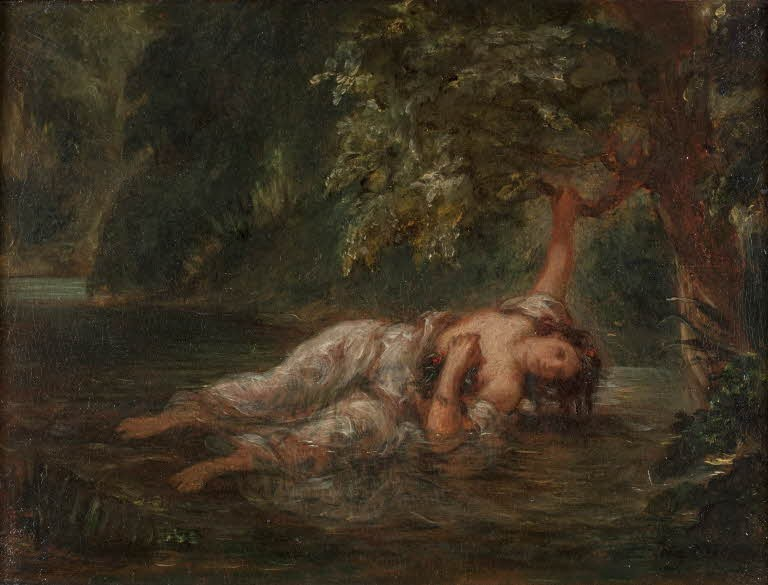
Śmierć Ofelii, 1853, olej na płótnie, 22×30 cm, Luwr, Paryż
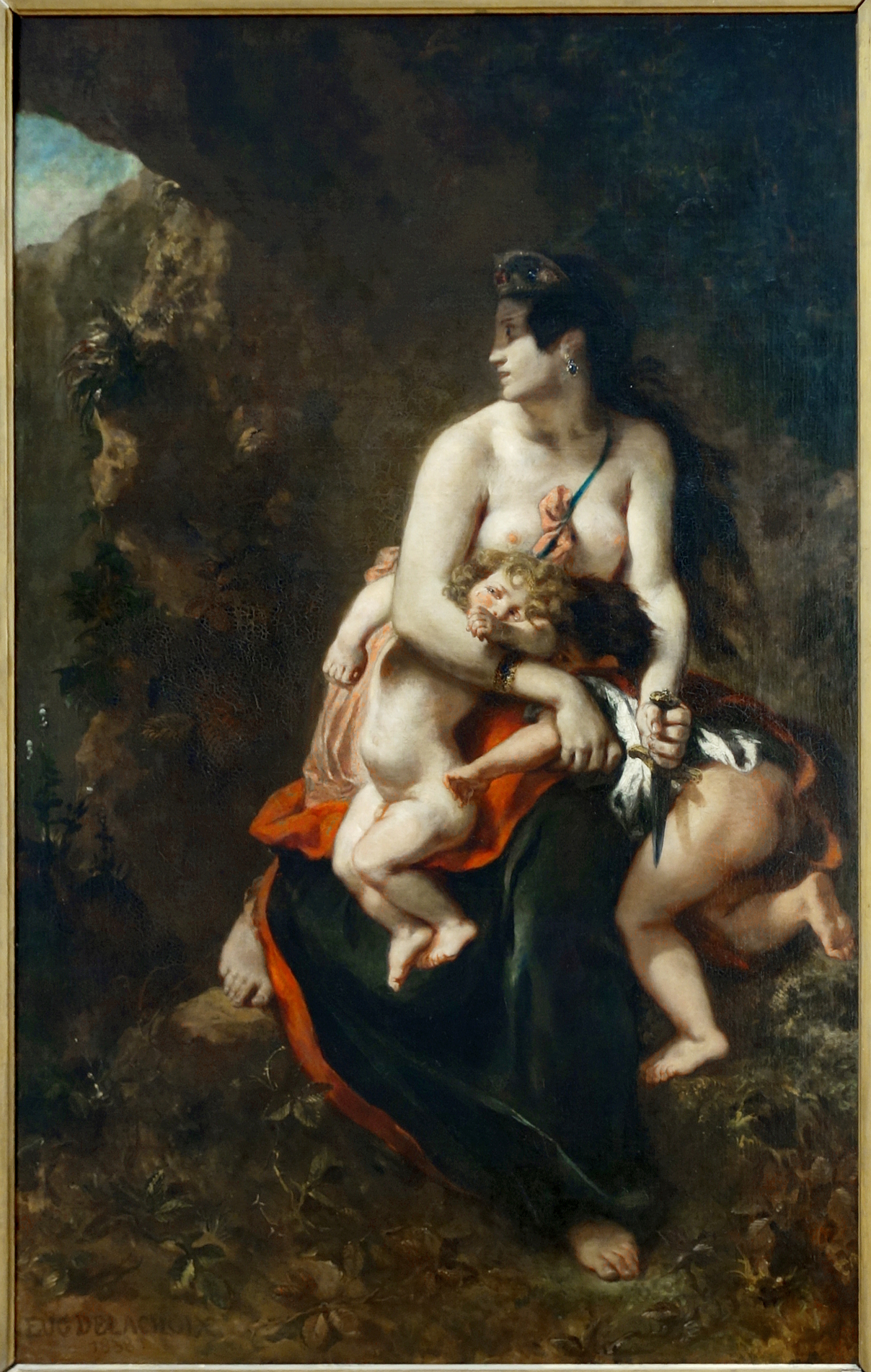
Medea, 1862, olej na płótnie, 122×85 cm, Luwr, Paryż